# Dingasso 2
Ne doit pas être confondu avec Dingasso.
Dingasso 2 est une commune rurale située dans le département de N'Dorola de la province de Kénédougou dans la région des Hauts-Bassins au Burkina Faso. Bien que proche, elle constitue commune distincte de Dingasso 1.

## Géographie
Dingasso 2 est situé à environ 1 km au sud de Dingasso 1 et est localisé à 7 km au sud de N'Dorola.

## Santé et éducation
Le centre de soins le plus proche de Dingasso 2 est le centre de santé et de promotion sociale (CSPS) de N'Dorola.